# 2012-es Formula–1 kínai nagydíj
A kínai nagydíj volt a 2012-es Formula–1 világbajnokság harmadik futama, amelyet 2012. április 13. és április 15. között rendeztek meg a kínai Shanghai International Circuiten, Sanghajban.

## Szabadedzések

### Első szabadedzés
A kínai nagydíj első szabadedzését április 13-án, pénteken délelőtt tartották.
| helyezés | versenyző           | csapat/motor         | elért idő | különbség | futott kör |
| -------- | ------------------- | -------------------- | --------- | --------- | ---------- |
| 1        | Lewis Hamilton      | McLaren-Mercedes     | 1:37,106  | −         | 7          |
| 2        | Nico Rosberg        | Mercedes             | 1:38,116  | +1,010    | 14         |
| 3        | Michael Schumacher  | Mercedes             | 1:38,316  | +1,210    | 14         |
| 4        | Sergio Pérez        | Sauber-Ferrari       | 1:38,584  | +1,478    | 13         |
| 5        | Kobajasi Kamui      | Sauber-Ferrari       | 1:38,911  | +1,805    | 12         |
| 6        | Mark Webber         | Red Bull-Renault     | 1:38,977  | +1,871    | 15         |
| 7        | Sebastian Vettel    | Red Bull-Renault     | 1:39,198  | +2,092    | 12         |
| 8        | Jenson Button       | McLaren-Mercedes     | 1:39,199  | +2,093    | 6          |
| 9        | Daniel Ricciardo    | Toro Rosso-Ferrari   | 1:39,748  | +2,642    | 16         |
| 10       | Jean-Éric Vergne    | Toro Rosso-Ferrari   | 1:39,768  | +2,662    | 14         |
| 11       | Fernando Alonso     | Ferrari              | 1:40,056  | +2,950    | 14         |
| 12       | Felipe Massa        | Ferrari              | 1:40,153  | +3,047    | 14         |
| 13       | Valtteri Bottas     | Williams-Renault     | 1:40,298  | +3,192    | 8          |
| 14       | Nico Hülkenberg     | Force India-Mercedes | 1:40,328  | +3,222    | 13         |
| 15       | Pastor Maldonado    | Williams-Renault     | 1:40,540  | +3,434    | 12         |
| 16       | Heikki Kovalainen   | Caterham-Renault     | 1:41,071  | +3,965    | 14         |
| 17       | Romain Grosjean     | Lotus-Renault        | 1:41,204  | +4,098    | 14         |
| 18       | Timo Glock          | Marussia-Cosworth    | 1:42,330  | +5,224    | 14         |
| 19       | Giedo van der Garde | Caterham-Renault     | 1:42,521  | +5,415    | 11         |
| 20       | Jules Bianchi       | Force India-Mercedes | 1:44,118  | +7,012    | 8          |
| 21       | Pedro de la Rosa    | HRT-Cosworth         | 1:44,227  | +7,121    | 10         |
| 22       | Charles Pic         | Marussia-Cosworth    | 1:44,500  | +7,394    | 15         |
| 23       | Narain Karthikeyan  | HRT-Cosworth         | 1:47,204  | +10,098   | 12         |
| 24       | Kimi Räikkönen      | Lotus-Renault        | 1:50,465  | +13,359   | 11         |

### Második szabadedzés
A kínai nagydíj második szabadedzését április 13-án, pénteken délután futották.
| helyezés | versenyző          | csapat/motor         | elért idő | különbség | futott kör |
| -------- | ------------------ | -------------------- | --------- | --------- | ---------- |
| 1        | Michael Schumacher | Mercedes             | 1:35,973  | −         | 32         |
| 2        | Lewis Hamilton     | McLaren-Mercedes     | 1:36,145  | +0,172    | 29         |
| 3        | Sebastian Vettel   | Red Bull-Renault     | 1:36,160  | +0,187    | 27         |
| 4        | Mark Webber        | Red Bull-Renault     | 1:36,433  | +0,460    | 24         |
| 5        | Nico Rosberg       | Mercedes             | 1:36,617  | +0,644    | 31         |
| 6        | Jenson Button      | McLaren-Mercedes     | 1:36,711  | +0,738    | 28         |
| 7        | Kobajasi Kamui     | Sauber-Ferrari       | 1:36,956  | +0,983    | 28         |
| 8        | Paul di Resta      | Force India-Mercedes | 1:36,966  | +0,993    | 31         |
| 9        | Nico Hülkenberg    | Force India-Mercedes | 1:37,191  | +1,218    | 31         |
| 10       | Fernando Alonso    | Ferrari              | 1:37,316  | +1,343    | 32         |
| 11       | Sergio Pérez       | Sauber-Ferrari       | 1:37,417  | +1,444    | 22         |
| 12       | Daniel Ricciardo   | Toro Rosso-Ferrari   | 1:37,616  | +1,643    | 33         |
| 13       | Kimi Räikkönen     | Lotus-Renault        | 1:37,836  | +1,863    | 30         |
| 14       | Jean-Éric Vergne   | Toro Rosso-Ferrari   | 1:37,930  | +1,957    | 32         |
| 15       | Romain Grosjean    | Lotus-Renault        | 1:37,972  | +1,999    | 26         |
| 16       | Pastor Maldonado   | Williams-Renault     | 1:38,176  | +2,203    | 35         |
| 17       | Felipe Massa       | Ferrari              | 1:38,293  | +2,320    | 31         |
| 18       | Bruno Senna        | Williams-Renault     | 1:38,783  | +2,810    | 37         |
| 19       | Heikki Kovalainen  | Caterham-Renault     | 1:38,990  | +3,017    | 36         |
| 20       | Vitalij Petrov     | Caterham-Renault     | 1:39,346  | +3,373    | 20         |
| 21       | Timo Glock         | Marussia-Cosworth    | 1:39,651  | +3,678    | 15         |
| 22       | Pedro de la Rosa   | HRT-Cosworth         | 1:40,343  | +4,370    | 25         |
| 23       | Charles Pic        | Marussia-Cosworth    | 1:40,753  | +4,780    | 30         |
| 24       | Narain Karthikeyan | HRT-Cosworth         | 1:41,125  | +5,152    | 26         |

### Harmadik szabadedzés
A kínai nagydíj harmadik szabadedzését április 14-én, szombaton délelőtt tartották.
| helyezés | versenyző          | csapat/motor         | elért idő | különbség | futott kör |
| -------- | ------------------ | -------------------- | --------- | --------- | ---------- |
| 1        | Lewis Hamilton     | McLaren-Mercedes     | 1:35,940  | −         | 13         |
| 2        | Jenson Button      | McLaren-Mercedes     | 1:36,063  | +0,123    | 12         |
| 3        | Nico Rosberg       | Mercedes             | 1:36,389  | +0,449    | 16         |
| 4        | Michael Schumacher | Mercedes             | 1:36,512  | +0,572    | 17         |
| 5        | Mark Webber        | Red Bull-Renault     | 1:36,635  | +0,695    | 16         |
| 6        | Pastor Maldonado   | Williams-Renault     | 1:36,765  | +0,825    | 17         |
| 7        | Sergio Pérez       | Sauber-Ferrari       | 1:36,781  | +0,841    | 19         |
| 8        | Kobajasi Kamui     | Sauber-Ferrari       | 1:36,880  | +0,940    | 17         |
| 9        | Sebastian Vettel   | Red Bull-Renault     | 1:37,039  | +1,099    | 15         |
| 10       | Kimi Räikkönen     | Lotus-Renault        | 1:37,061  | +1,121    | 17         |
| 11       | Nico Hülkenberg    | Force India-Mercedes | 1:37,237  | +1,297    | 16         |
| 12       | Romain Grosjean    | Lotus-Renault        | 1:37,274  | +1,334    | 19         |
| 13       | Paul di Resta      | Force India-Mercedes | 1:37,288  | +1,348    | 16         |
| 14       | Bruno Senna        | Williams-Renault     | 1:37,425  | +1,485    | 14         |
| 15       | Fernando Alonso    | Ferrari              | 1:37,465  | +1,525    | 12         |
| 16       | Jean-Éric Vergne   | Toro Rosso-Ferrari   | 1:37,493  | +1,553    | 13         |
| 17       | Daniel Ricciardo   | Toro Rosso-Ferrari   | 1:37,628  | +1,688    | 14         |
| 18       | Felipe Massa       | Ferrari              | 1:37,831  | +1,891    | 14         |
| 19       | Vitalij Petrov     | Caterham-Renault     | 1:38,701  | +2,761    | 19         |
| 20       | Heikki Kovalainen  | Caterham-Renault     | 1:39,198  | +3,258    | 19         |
| 21       | Timo Glock         | Marussia-Cosworth    | 1:39,796  | +3,856    | 18         |
| 22       | Charles Pic        | Marussia-Cosworth    | 1:40,048  | +4,108    | 17         |
| 23       | Narain Karthikeyan | HRT-Cosworth         | 1:41,263  | +5,323    | 14         |
| 24       | Pedro de la Rosa   | HRT-Cosworth         | 1:41,499  | +5,559    | 18         |

## Időmérő edzés
A kínai nagydíj időmérő edzését április 14-én, szombaton futották.
| helyezés              | versenyző          | csapat/motor         | 1. rész  | 2. rész  | 3. rész    | rajthely |
| --------------------- | ------------------ | -------------------- | -------- | -------- | ---------- | -------- |
| 1                     | Nico Rosberg       | Mercedes             | 1:36,875 | 1:35,725 | 1:35,121   | 1        |
| 2                     | Lewis Hamilton     | McLaren-Mercedes     | 1:36,763 | 1:35,902 | 1:35,626   | 7*       |
| 3                     | Michael Schumacher | Mercedes             | 1:36,797 | 1:35,794 | 1:35,691   | 2        |
| 4                     | Kobajasi Kamui     | Sauber-Ferrari       | 1:36,863 | 1:35,853 | 1:35,784   | 3        |
| 5                     | Kimi Räikkönen     | Lotus-Renault        | 1:36,850 | 1:35,921 | 1:35,898   | 4        |
| 6                     | Jenson Button      | McLaren-Mercedes     | 1:36,746 | 1:35,942 | 1:36,191   | 5        |
| 7                     | Mark Webber        | Red Bull-Renault     | 1:36,682 | 1:35,700 | 1:36,290   | 6        |
| 8                     | Sergio Pérez       | Sauber-Ferrari       | 1:36,198 | 1:35,831 | 1:36,524   | 8        |
| 9                     | Fernando Alonso    | Ferrari              | 1:36,292 | 1:35,982 | 1:36,622   | 9        |
| 10                    | Romain Grosjean    | Lotus-Renault        | 1:36,343 | 1:35,903 | idő nélkül | 10       |
| 11                    | Sebastian Vettel   | Red Bull-Renault     | 1:36,911 | 1:36,031 |            | 11       |
| 12                    | Felipe Massa       | Ferrari              | 1:36,556 | 1:36,255 |            | 12       |
| 13                    | Pastor Maldonado   | Williams-Renault     | 1:36,528 | 1:36,283 |            | 13       |
| 14                    | Bruno Senna        | Williams-Renault     | 1:36,674 | 1:36,289 |            | 14       |
| 15                    | Paul di Resta      | Force India-Mercedes | 1:36,639 | 1:36,317 |            | 15       |
| 16                    | Nico Hülkenberg    | Force India-Mercedes | 1:36,921 | 1:36,745 |            | 16       |
| 17                    | Daniel Ricciardo   | Toro Rosso-Ferrari   | 1:36,933 | 1:36,956 |            | 17       |
| 18                    | Jean-Éric Vergne   | Toro Rosso-Ferrari   | 1:37,714 |          |            | 24**     |
| 19                    | Heikki Kovalainen  | Caterham-Renault     | 1:38,463 |          |            | 18       |
| 20                    | Vitalij Petrov     | Caterham-Renault     | 1:38,677 |          |            | 19       |
| 21                    | Timo Glock         | Marussia-Cosworth    | 1:39,282 |          |            | 20       |
| 22                    | Charles Pic        | Marussia-Cosworth    | 1:39,717 |          |            | 21       |
| 23                    | Pedro de la Rosa   | HRT-Cosworth         | 1:40,411 |          |            | 22       |
| 24                    | Narain Karthikeyan | HRT-Cosworth         | 1:41,000 |          |            | 23       |
| 107%-os idő: 1:42,931 |                    |                      |          |          |            |          |

* Hamilton váltócsere miatt 5 helyes rajtbüntetést kapott

** Vergne a boxutcából rajtolt

## Futam
A kínai nagydíj futama április 15-én, vasárnap rajtolt.
| helyezés | rajtszám | versenyző          | csapat/motor         | futott kör | idő/kiesés oka | rajthely | pont |
| -------- | -------- | ------------------ | -------------------- | ---------- | -------------- | -------- | ---- |
| 1        | 8        | Nico Rosberg       | Mercedes             | 56         | 1:36.26,929    | 1        | 25   |
| 2        | 3        | Jenson Button      | McLaren-Mercedes     | 56         | +20,626        | 5        | 18   |
| 3        | 4        | Lewis Hamilton     | McLaren-Mercedes     | 56         | +26,012        | 7        | 15   |
| 4        | 2        | Mark Webber        | Red Bull-Renault     | 56         | +27,924        | 6        | 12   |
| 5        | 1        | Sebastian Vettel   | Red Bull-Renault     | 56         | +30,483        | 11       | 10   |
| 6        | 10       | Romain Grosjean    | Lotus-Renault        | 56         | +31,491        | 10       | 8    |
| 7        | 19       | Bruno Senna        | Williams-Renault     | 56         | +34,597        | 14       | 6    |
| 8        | 18       | Pastor Maldonado   | Williams-Renault     | 56         | +35,643        | 13       | 4    |
| 9        | 5        | Fernando Alonso    | Ferrari              | 56         | +37,256        | 9        | 2    |
| 10       | 14       | Kobajasi Kamui     | Sauber-Ferrari       | 56         | +38,720        | 3        | 1    |
| 11       | 15       | Sergio Pérez       | Sauber-Ferrari       | 56         | +41,066        | 8        |      |
| 12       | 11       | Paul di Resta      | Force India-Mercedes | 56         | +42,273        | 15       |      |
| 13       | 6        | Felipe Massa       | Ferrari              | 56         | +42,779        | 12       |      |
| 14       | 9        | Kimi Räikkönen     | Lotus-Renault        | 56         | +50,573        | 4        |      |
| 15       | 12       | Nico Hülkenberg    | Force India-Mercedes | 56         | +51,213        | 16       |      |
| 16       | 17       | Jean-Éric Vergne   | Toro Rosso-Ferrari   | 56         | +51,756        | 24       |      |
| 17       | 16       | Daniel Ricciardo   | Toro Rosso-Ferrari   | 56         | +1:03,156      | 17       |      |
| 18       | 21       | Vitalij Petrov     | Caterham-Renault     | 55         | +1 kör         | 19       |      |
| 19       | 24       | Timo Glock         | Marussia-Cosworth    | 55         | +1 kör         | 20       |      |
| 20       | 25       | Charles Pic        | Marussia-Cosworth    | 55         | +1 kör         | 21       |      |
| 21       | 22       | Pedro de la Rosa   | HRT-Cosworth         | 55         | +1 kör         | 22       |      |
| 22       | 23       | Narain Karthikeyan | HRT-Cosworth         | 54         | +2 kör         | 23       |      |
| 23       | 20       | Heikki Kovalainen  | Caterham-Renault     | 53         | +3 kör         | 18       |      |
| ki       | 7        | Michael Schumacher | Mercedes             | 12         | kerék          | 2        |      |
| forrás:  |          |                    |                      |            |                |          |      |

## A világbajnokság állása a verseny után
| H   | Versenyzők       | Pont | H   | Konstruktőrök        | Pont |
| --- | ---------------- | ---- | --- | -------------------- | ---- |
| 1.  | Lewis Hamilton   | 45   | 1.  | McLaren-Mercedes     | 88   |
| 2.  | Jenson Button    | 43   | 2.  | Red Bull-Renault     | 64   |
| 3.  | Fernando Alonso  | 37   | 3.  | Ferrari              | 37   |
| 4.  | Mark Webber      | 36   | 4.  | Sauber-Ferrari       | 31   |
| 5.  | Sebastian Vettel | 28   | 5.  | Mercedes             | 26   |
| 6.  | Nico Rosberg     | 25   | 6.  | Lotus-Renault        | 24   |
| 7.  | Sergio Pérez     | 22   | 7.  | Williams-Renault     | 18   |
| 8.  | Kimi Räikkönen   | 16   | 8.  | Force India-Mercedes | 9    |
| 9.  | Bruno Senna      | 14   | 9.  | STR-Ferrari          | 6    |
| 10. | Kobajasi Kamui   | 9    | 10. | Marussia-Cosworth    | 0    |

(A teljes táblázat)

## Statisztikák
- Nico Rosberg 1. győzelme, 1. pole pozíciója, 6. dobogós helyezése
- Kobajasi Kamui 1. leggyorsabb köre
- Jenson Button és Lewis Hamilton 45. dobogós helyezése